# بريت وليامز (لاعب كرة قدم أمريكية)
بريت وليامز (بالإنجليزية: Brett Williams)‏ هو لاعب كرة قدم أمريكية أمريكي، ولد في 2 مايو 1980 في كيسيمي في الولايات المتحدة.

## وصلات خارجية
- بريت وليامز (لاعب كرة قدم أمريكية) على موقع مرجع كرة القدم المحترفة.كوم (الإنجليزية)